# Wartrace
Wartrace és una població dels Estats Units a l'estat de Tennessee. Segons el cens del 2000 tenia 548 habitants.

## Demografia
Segons el cens del 2000, Wartrace tenia 548 habitants, 234 habitatges, i 147 famílies. La densitat de població era de 311,2 habitants/km².
Dels 234 habitatges en un 30,3% hi vivien nens de menys de 18 anys, en un 48,3% hi vivien parelles casades, en un 9,8% dones solteres, i en un 36,8% no eren unitats familiars. En el 33,8% dels habitatges hi vivien persones soles el 17,1% de les quals corresponia a persones de 65 anys o més que vivien soles. El nombre mitjà de persones vivint en cada habitatge era de 2,34 i el nombre mitjà de persones que vivien en cada família era de 2,99.
Per edats la població es repartia de la següent manera: un 25,7% tenia menys de 18 anys, un 6,8% entre 18 i 24, un 27,7% entre 25 i 44, un 22,3% de 45 a 60 i un 17,5% 65 anys o més.
L'edat mediana era de 38 anys. Per cada 100 dones de 18 o més anys hi havia 90,2 homes.
La renda mediana per habitatge era de 29.500 $ i la renda mediana per família de 38.472 $. Els homes tenien una renda mediana de 28.409 $ mentre que les dones 19.565 $. La renda per capita de la població era de 13.459 $. Entorn del 14,4% de les famílies i el 14,2% de la població estaven per davall del llindar de pobresa.

## Poblacions més properes
El següent diagrama mostra les poblacions més properes.